# کوشک جاجرم
کوشک جاجرم مربوط به دوره افشار است و در شهرستان جاجرم، بخش مرکزی، دهستان میاندشت، شهر جاجرم واقع شده و این اثر در تاریخ ۱۸ اسفند ۱۳۸۷ با شمارهٔ ثبت ۲۵۳۹۱ به‌عنوان یکی از آثار ملی ایران به ثبت رسیده است.